# 法兹勒·奥马尔清真寺
法兹勒·奥马尔清真寺（Fazle Omar Mosque）是德国第二个专门建造的清真寺，位于汉堡艾姆斯比特尔区的Wieckstraße街，于1957年7月22日，由穆罕默德·扎弗鲁拉·汗爵士揭幕。